# DLX6
DLX6 (англ. Distal-less homeobox 6) – білок, який кодується однойменним геном, розташованим у людей на короткому плечі 7-ї хромосоми. Довжина поліпептидного ланцюга білка становить 175 амінокислот, а молекулярна маса — 19 708.
| 10         |  | 20         |  | 30         |  | 40         |  | 50         |
| ---------- |  | ---------- |  | ---------- |  | ---------- |  | ---------- |
| MSHSQHSPYL |  | QSYHNSSAAA |  | QTRGDDTDQQ |  | KTTVIENGEI |  | RFNGKGKKIR |
| KPRTIYSSLQ |  | LQALNHRFQQ |  | TQYLALPERA |  | ELAASLGLTQ |  | TQVKIWFQNK |
| RSKFKKLLKQ |  | GSNPHESDPL |  | QGSAALSPRS |  | PALPPVWDVS |  | ASAKGVSMPP |
| NSYMPGYSHW |  | YSSPHQDTMQ |  | RPQMM      |  |            |  |            |

A: Аланін

D: Аспарагінова кислота

E: Глутамінова кислота

F: Фенілаланін

G: Гліцин

H: Гістидин

I: Ізолейцин

K: Лізин

L: Лейцин

M: Метіонін

N: Аспарагін

P: Пролін

Q: Глутамін

R: Аргінін

S: Серин

T: Треонін

V: Валін

W: Триптофан

Кодований геном білок за функцією належить до білків розвитку. 
Задіяний у такому біологічному процесі, як альтернативний сплайсинг. 
Білок має сайт для зв'язування з ДНК. 
Локалізований у ядрі.